# Amalia Rendić
Amalia Rendic García (Antofagasta, Čile, 14. travnja 1928. − Santiago de Chile, 14. kolovoza 1986.) je čiieanska spisateljica hrvatskog podrijetla. Pisala je djela za djecu i mladež, a objavila je jedan roman. Nećakinja je čiieanskog pjesnika Antonija Rendića koji je dosta utjecao na njen rad. Čiieanski književni kritičar A. Gonzales ju opisuje kao osobu kojoj se u radu osjeća baština njena oca Matea, zaljubljenika u čiieanski sjever, hrvatskog rodoljuba. Hrvatske teme nisu zaobišle ni njen rad. U SAD-u je 1984. izašla u zbirci proza u kojoj su se pored njenih djela, našla i djela najpoznatijih američkih pisaca kastiljskog govornog područja (Južnoamerikanci svoj španjolski nazivaju castellano, kastiljski). Školovala se u Santiagu gdje je diplomirala španjolski jezik i književnost. Usavršavala se je u SAD, Francuskoj i Panami. Predavala je književnost na Sveučilištu u Santiagu. 
U sjećanje na Amaliju Rendić Marco Aurelio González napisao je Del dolor, mar adentro.
Djela:
- Hierro amargo: cuentos, 1960.
- Un perro, un nino, la noche
- Los peces color de polen
- Los pasos sonambulos

## Vanjske poveznice
- [neaktivna poveznica] Tko tvori hispanističku Croaticu
- Hrvatska matica iseljenika[neaktivna poveznica] Željka Lovrenčić: Latinskoamerički prozaici hrvatskoga podrijetla
- Sitios culturales[neaktivna poveznica] Slika
- Spanishdict O Amaliji Rendić